# Fédération royale néerlandaise de billard

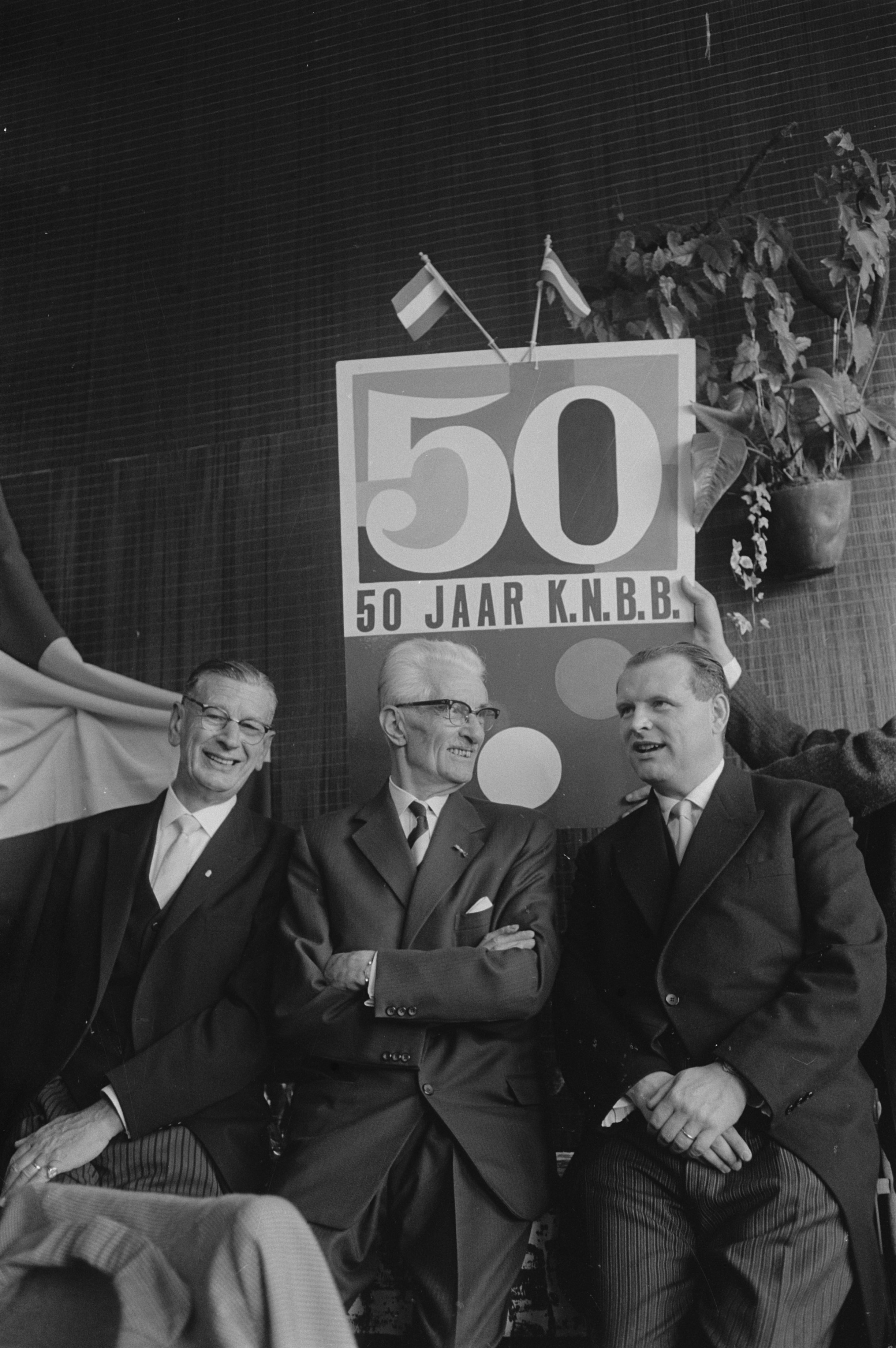
Réception 50e anniversaire de la Royal Dutch Billiards Association. Van t Hull félicite.

La Fédération royale néerlandaise de billard (en néerlandais : Koninklijke Nederlandse Biljartbond - KNBB) est l'organisme national qui gère le billard et le snooker aux Pays-Bas. Son siège est à Nieuwegein.
La Fédération royale néerlandaise de billard a été créée en 1911. Elle est affiliée à l'Union mondiale de billard et à la Confédération européenne de billard. Son président est Marcel Ceulen depuis 2016.